# Stacy (argot)
Pour les articles homonymes, voir Stacy.
Stacy est un terme argotique utilisé dans les pays anglophones, notamment par la manosphère pour désigner une femme stéréotypée comme extrêmement belle, mais aussi insipide, vaniteuse, grossière et uniquement intéressée par le sexe. Elle est aussi définie comme l'homologue féminin du Chad.
Selon Numerama, Stacy est la partenaire de Chad : c’est une femme belle, un peu simple, qui rigole beaucoup, et qui refuse les avances des incels.

## Origine
La Stacy, selon les forums de discussion et d'innombrables messages, est l'équivalent féminin du Chad. Elle est inconsciente de son propre charme, elle mène une vie de luxe et est toujours courtisée par des hommes qui la trouvent jolie.
Selon Dictionary.com, comme beaucoup d'argot incel, Stacy vient du forum /r9k/ de 4chan où il a été proposé comme la version féminine d'un Chad vers 2011. Il est ou bien basé sur le stéréotype du prénom associé à des jeunes femmes blanches vues comme "basiques", ou bien sur le mème Scumbag Stacy qui représente une femme dans divers états de déshabillement avec un texte en superposition décrivant la manière dont elle profite des hommes (mème pratiquement disparu d'internet de nos jours, la personne en photo ayant fait retirer ces images intimes par voie légale).
À la suite d'attaques violentes par des hommes associés à la communauté incel, comme à Isla Vista en 2014 et à Toronto en 2018, les journalistes ont commencé à écrire sur la culture incel, introduisant des personnes non incels à des termes comme Chad et Stacy.

## Utilisation par les incels
Les incels utilisent le terme Stacy pour décrire des femmes typiquement blanches, blondes, avec des corps de vedettes de pornographie et une sensualité qu'ils détestent parce qu'ils ne peuvent pas les avoir. Selon Dictionary.com, le terme Stacy est similaire au terme "pute" et est décrit comme « déshumanisant, sexiste et désignant comme responsable d'un problème (bouc émissaire) une femme qui est considérée comme promiscue par les hommes ». Toujours selon la même source, les incels font des Stacies une incarnation de la vedette pornographique, de la beauté et de la sexualité féminines. Les incels voudraient désespérément une Stacy, mais pas si elles ont été « souillées » en ayant des relations sexuelles avec des Chads. Les femcels blâment les Stacies pour leurs problèmes. Dans le magazine Slate, la journaliste Titiou Lecoq explique que les femcels dénoncent le fait d'obtenir moins de promotions au travail que les « Stacy » ; elles se sentent moins respectées dans la rue ou au supermarché, voire sont carrément ignorées.